# Токарі (Октябрський район)
Токарі́ (рос. Токари) — хутір у складі Октябрського району Оренбурзької області, Росія.

## Населення
Населення — 2 особи (2010; 19 у 2002).
Національний склад (станом на 2002 рік):
- казахи — 69 %
- росіяни — 26 %